# Soedanese Schrijversunie
De Soedanese Schrijversunie is een verbond van schrijvers die in 1985 in Khartoem werd opgericht, het jaar dat de democratie in Soedan korte tijd werd hersteld. De eerste voorzitter tot 1986 was Ali El-Maak.

## Geschiedenis
Vier jaar na de oprichting, in 1989, volgde in Soedan een militaire staatsgreep en werd de unie verbannen en uit het historische pand in Khartoem gezet.
Leden van de unie werden getreiterd, opgepakt en gemarteld. Het duurde tot na de ondertekening van het vredesverdrag dat de unie weer opnieuw leven ingeblazen kon worden. Een jaar later, in 2007, telde de unie inmiddels weer 50 leden in zowel Soedan als in ballingschap. Het duurde in totaal twintig jaar, tot 2009, totdat ze opnieuw een vestiging in de hoofdstad van Soedan opende. De unie heeft van de regering haar voormalige pand teruggeëist.

## Doelstelling
Het doel van de Schrijversunie is te werken aan de bevordering van dialoog en te zoeken naar oplossingen voor de conflicten in Soedan. De unie legt nadruk op de vrijheid van meningsuiting binnen een multiculturele samenleving in Soedan en wil schrijvers samenbrengen uit verschillende culturele groepen van het land.

## Onderscheiding
In 2007 ontving de Soedanese Schrijversunie de Prins Claus Prijs. Het Prins Claus Fonds reikte de prijs uit in het thema Cultuur en conflict en waardeerde het werk van de unie vanwege de "combinatie van intellectualisme en activisme, voor het bieden van een platform voor vrijheid van meningsuiting, culturele diversiteit en sociale gerechtigheid, en voor de moed van het gebruik van het woord in de strijd tegen tirannie."